# Genetyka kliniczna
Genetyka kliniczna – specjalizacja lekarska zajmująca się diagnostyką prenatalną, poradnictwem genetycznym i diagnostyką chorób genetycznych lub wrodzonych wad rozwojowych człowieka, powstałych na skutek zaburzeń funkcjonalnych bądź strukturalnych materiału genetycznego rodziców i (lub) dziecka. W Polsce konsultantem krajowym genetyki klinicznej od 26 października 2021 jest prof. dr hab. n. med. Anna Latos-Bieleńska.
Lekarz genetyk ma za zadanie: 
- Ustalenie czy dana choroba jest dziedziczna
- Ustalenie jaki jest mechanizm dziedziczenia choroby
- Określenie matematycznego prawdopodobieństwa wystąpienia choroby u kolejnego potomstwa, w zależności od tego czy choroba wystąpiła u rodzica bądź rodzeństwa osoby ze zdiagnozowaną chorobą dziedziczną
- Zidentyfikowanie członków rodziny osoby chorej, u których może wystąpić choroba dziedziczna, na podstawie analizy mechanizmu dziedziczenia
- Poinformowanie rodziny co do profilaktyki i sposobu leczenia choroby dziedzicznej oraz objęcie rodziny procesem poradnictwa genetycznego
- Wdrożenie leczenia specjalistycznego choroby dziedzicznej.
- Współpracowanie z rodzicami i lekarzem ginekologiem w procesie diagnostyki prenatalnej

Niechlubny okres rozwoju genetyki to okres nazizmu w Niemczech i II Wojny Światowej. Wtedy to lekarze, łamiąc zasady Kodeksu Etyki Lekarskiej próbowali wykorzystać wiedzę o mechanizmach dziedziczenia w celu wystąpienia u potomstwa pożądanych cech. Również w niektórych państwach europejskich do końca lat 70. XX wieku pozbawiano płodności osoby z chorobą genetyczną bądź wrodzoną wadą rozwojową. Zdarzały się również przypadki odstępowania od zabiegów ratujących życie u tych pacjentów. Dzisiejsza genetyka kliniczna pozostawia do decyzji rodziców czy chcą posiadać chore potomstwo, jednocześnie informując ich o następstwach tej decyzji i oferując pomoc w wychowaniu i leczeniu potomstwa. 
Zgodnie z Ustawą o planowaniu rodziny, ochronie płodu ludzkiego i warunkach dopuszczalności przerywania ciąży z dnia 7 stycznia 1993 r, wolno jest lekarzowi genetykowi podjąć decyzję, wspólnie z matką, o aborcji. Zgodnie z tą ustawą, zabieg przerwania ciąży może wykonać wyłącznie lekarz, w przypadku gdy:
- Ciąża stanowi zagrożenie dla życia lub zdrowia kobiety ciężarnej.
- Zachodzi uzasadnione podejrzenie, że ciąża powstała w wyniku czynu zabronionego (np.: gwałt, kazirodztwo).

Przerwanie ciąży jest dopuszczalne do 12 tygodnia ciąży.
Zgodnie z powyższą ustawą: Organy administracji rządowej oraz samorządu terytorialnego, w zakresie swoich kompetencji określonych w przepisach szczególnych, są zobowiązane zapewnić swobodny dostęp do informacji i badań prenatalnych, szczególnie wtedy, gdy istnieje podwyższone ryzyko bądź podejrzenie wystąpienia wady genetycznej lub rozwojowej płodu albo nieuleczalnej choroby zagrażającej życiu płodu. 
Kodeks Etyki Lekarskiej (tekst jednolity z dnia 2 stycznia 2004 r. zawierający zmiany uchwalone w dniu 20 września 2003 r. przez Nadzwyczajny VII Krajowy Zjazd Lekarzy) wyraźnie precyzuje zakres ingerencji lekarza w genom człowieka, uwzględniając podstawowe normy etyczno-moralne i ciągły postęp w nauce. Zgodnie z Art. 51 h. Kodeksu Etyki Lekarskiej:
- 1. Lekarzowi nie wolno dyskryminować osób ze względu na dziedzictwo genetyczne.
- 2. Lekarz uczestniczący w badaniach, których celem jest identyfikacja nosicielstwa genu choroby lub genetycznej podatności na zachorowania, może je przeprowadzać jedynie dla celów zdrowotnych lub badań naukowych z nimi związanych, po uzyskaniu zgody pacjenta oraz umożliwieniu mu konsultacji genetycznej.
- 3. Lekarz może dokonać interwencji w obrębie ludzkiego genomu wyłącznie w celach profilaktycznych lub terapeutycznych zgodnie z art. 46 Kodeksu Etyki Lekarskiej.
- 4. Lekarz nie może uczestniczyć w czynnościach mających na celu wywoływanie dziedzicznych zmian genetycznych u człowieka.